# Corte de Apelaciones de Puerto Montt
La Corte de Apelaciones de Puerto Montt es la corte de apelaciones chilena que tiene asiento en la ciudad de Puerto Montt y cuyo territorio jurisdiccional actual comprende la Región de Los Lagos, exceptuando la Provincia de Osorno (bajo jurisdicción de la Corte de Apelaciones de Valdivia).

## Historia
La Corte de Apelaciones de Puerto Montt fue fundada el 23 de mayo de 1974, por medio de la Ley Nº 17939 de 13 de junio de 1973. Su artículo primero señalaba expresamente:

«Créanse tres Cortes de Apelaciones con asiento en las ciudades de Copiapó, Puerto Montt y Coyhaique respectivamente, que se compondrán de cuatro miembros y tendrán, además, un Fiscal, un Relator, un Secretario, un Oficial Primero, un Oficial Segundo, un Oficial Tercero, un Oficial de Fiscal y dos 
Oficiales de Sala.».

Sus primeros ministros fueron Julio Torres Allú (presidente), Alberto Chaigneau del Campo, Lenin Lillo Hunziker y Alberto Albónico Munizaga.
En la actualidad la corte se compone de cuatro ministros (Art. 56 N° 1 del Código Orgánico de Tribunales), un fiscal judicial (Art. 58), tres relatores (Art. 59 N° 2)  y tres abogados integrantes (Art. 219).

## Emplazamiento
En la actualidad, la Corte de Apelaciones de Puerto Montt se encuentra emplazada en un edificio frente a la plaza de Armas de dicha ciudad, que tiene alrededor de 25 años desde su construcción. Sin embargo, existe un proyecto desde mediados del segundo semestre de 2014 de trasladar la corte a un nuevo recinto, ya que el actual edificio no reúne las condiciones de funcionalidad para trabajar con comodidad, por ejemplo, los abogados deben esperar en el pasillo para que se les llame a alegar su causa.
El futuro inmueble de la Corte de Apelaciones de Puerto Montt quedará emplazado en un terreno del Cuerpo Militar del Trabajo, a un costado del actual centro de justicia en calle Egaña.

## Composición actual

X Región de Los Lagos, área jurisdiccional de la corte.

La composición actual de la corte es la siguiente:
|   | Ministro                         |
| - | -------------------------------- |
| 1 | Leopoldo Vera Muñoz (Presidente) |
| 2 | Teresa Ines Mora Torres          |
| 3 | Jorge Arturo Ebensperger Brito   |
| 4 | Jorge Benito Pizarro Astudillo   |